# Hanne Claes
Hanne Claes, född 4 augusti 1991, är en friidrottare från Belgien. Hon deltog vid olympiska sommarspelen 2020.